# Portela (Rodeiro)
Portela (oficialmente San Cristovo da Portela) es una parroquia española del municipio de Rodeiro, perteneciente a la provincia de Pontevedra, en la comunidad autónoma de Galicia.

## Toponimia
La parroquia puede aparecer referida como «Portela» y «A Portela».

## Historia
Hacia mediados del siglo XIX, la parroquia, ya por entonces perteneciente a Rodeiro, tenía contabilizada una población de doscientos habitantes. Aparece descrita en el decimotercer volumen del Diccionario geográfico-estadístico-histórico de España y sus posesiones de Ultramar de Pascual Madoz con las siguientes palabras:

PORTELA (San Cristobal): felig. en la prov. de Pontevedra (12 leg.), part. jud. de Lalin (3)dióc. de Lugo (11), ayunt. de Rodeiro. sit. en la falda occidental de la cadena del Miño entre las montañas del Faro y Farelo: el clima, aunque frio, es bastante sano. Tiene 40 casas en las ald. de Boirrigueiro, Correijar, Iglesia, Perrós, Porto-Silva, Pudovila y Vilafrio. La igl. parr. (S. Cristóbal) está servida por un cura de provision en concurso. Cofina el térm. con la felig. de S. Salvador de Camba al N., y la de San Juan de Camba al S. El terreno es montuoso, y quebrado: brotan en varios puntos aguas de buena calidad, que aprovechan para beber, y otros usos. prod: algun maiz, centeno, legumbres, maderas, y esquisitos pastos: se cria ganado vacuno, de cerda, mular, lanar, y cabrío, y hay caza mayor y menor y animales dañinos, como lobos, zorras, osos etc. pobl. 40 vec. 200 alm. contr: con su ayunt.(V.).
(Madoz, 1849, p. 160)

En 2023, tenía empadronados 52 habitantes.